# NGC 3553
NGC 3553是一个位于大熊座的透鏡狀星系 ，1885年3月由纪尧姆·比古尔丹发现，属于A1185星系团。